# Junk – Resident Zombie
Junk – Resident Zombie (jap. JUNK 死霊狩り, Junk: Shiryōgari, dt. „Junk: Totengeistjäger“) ist ein japanischer Horrorfilm des Regisseurs Atsushi Muroga aus dem Jahr 2000.

## Handlung
In Japan führten einst stationierte US-Militärs gemeinsam mit dem jungen japanischen Wissenschaftler Dr. Nakada medizinische Geheimexperimente an Leichen durch, ohne die Führungsetage der Armee zu unterrichten. Jahre später wurde das Projekt aufgegeben, Dr. Nakada freigestellt und die Forschungseinrichtung geschlossen. Tatsächlich aber wurden die Versuche von einigen Eingeweihten an anderer Stelle in Eigenregie weitergeführt. Ort der geheimen Anlage war ein verlassenes und hermetisch gesicherte Fabrikgelände. Bei einem der gefährlichen Experimente wird einer Verstorbenen, Kyōko, das neuartige Serum „DNX“ injiziert. Wenige Sekunden später erwacht die zum Zombie mutierte Probandin plötzlich zu neuem Leben, und es kommt zu einem folgenschweren Zwischenfall. Die aggressive und blutgierige Untote tötet die anwesenden Wissenschaftler, die sich binnen weniger Sekunden selbst zu fleischgierigen lebenden Toten verwandeln.
Das Militär ist jedoch gewarnt und der verantwortliche Offizier, Sergent Davis, bittet Dr. Nakada um Hilfe. Nakada arbeitet seit der Einstellung der Tests als praktizierender Arzt an einem Krankenhaus. Der Mediziner befürchtet eine Katastrophe ungeahnten Ausmaßes, wenn es nicht gelingt den Gebäudekomplex unverzüglich zu vernichten, da eine unbekannte Anzahl im Gebäude gelagerter Leichen ein potentielles Risiko birgt. Er aktiviert daher das Sicherheitssystems der Versuchsanlage, um aus der Ferne den Zerstörungsmodus einzuleiten. Der Vorgang wird allerdings mit einer sonderbaren Mitteilung abrupt gestoppt, die Forschungseinrichtung kann daher nicht wie geplant gesprengt werden. Um den Störfall zu untersuchen und den Sicherheitsmechanismus von innen zu aktivieren, wird ein militärisches Einsatzteam gebildet und zu der verlassenen Fabrik entsandt. Dem Team, es besteht nur aus einem Soldaten, schließt sich auch Dr. Nakada an, den persönliche Motive zu der Tat bewegen. In dem Gebäudekomplex vermutet er auch seine bei einem Autounfall verstorbene Frau Kyōko.
Derweil gelingt es drei Gangstern ein Juweliergeschäft auszurauben und zusammen mit ihrer Fahrerin, der Krankenschwester Saki und Schmuck im Wert von über 100 Millionen Yen zu flüchten. Jun, der Anführer des Quartetts, plant die Beute an den dubiosen und ergrauten Yakuza-Hehler Ramon zu verkaufen. Als Umschlagplatz für das illegale Geschäft wählt die Unterweltgröße das leerstehende, abseits gelegene Fabrikgebäude. Die Juwelendiebe verschlägt es daraufhin als erste zum besagten Treffpunkt, der auf sie irgendwie menschenfeindlich wirkt. Wenig später werden sie von den Zombies attackiert. Jun, der Anführer wird getötet und „zombifiziert“. Mit dem Eintreffen des gewiefte Hehlers Ramon gehen diese Übergriffe mit unverminderter Härte weiter. Die Yakuzas bemerken zunächst nichts von den mordlustigen Bestien, offenbaren sich nun als skrupellose Kriminelle und töten einen Juwelendieb, um die wertvolle Beute an sich zu reißen. Saki und der blondgefärbte Akira bleiben am Leben, flüchten aber vor den Mitgliedern der kriminellen Organisation sowie von den allgegenwärtigen Kreaturen ziellos umher. Es kommt zu wilden Feuergefechten zwischen den verfeindeten Parteien, während die blutgierigen Monster die Reihen der Gangster stark dezimieren. Bei einer Schießerei werden auch die in einer Halle aufgebahrten Leichen mit dem Wiederbelebungsserum kontaminiert, so dass sich die Anzahl der Zombies besorgniserregend verändert. Das ganze Gelände wird von den Zombies förmlich überrannt. In dieser Phase versucht die mutige Saki mit ihrem verbliebenen Partner den Schmuck vom inzwischen verstorbenen Ramon wiederzubekommen, was ihr auch gelingt. Dennoch werden die beiden getrennt. Akira ist vom Ableben seiner Gefährtin überzeugt und flüchtet vom Schauplatz des Geschehens, während Saki verletzt von den Untoten bedrängt wird.
In diesem Moment rettet der eingetroffene Dr. Nakada der jungen Frau das Leben, während der gut bewaffnete Elitesoldat den Countdown für die Selbstzerstörung aktiviert. Aus Unachtsamkeit wird dieser allerdings ein Opfer der intelligenten Erstinfizierten Kyōko und Dr. Nakada sieht sich genötigt die Ausbreitung der Zombies eigenmächtig zu verhindern. Im Kontrollraum entdeckt er seine auferstandene Verblichene Kyōko, die menschliche Züge aufweist, so dass er sie unglücklicherweise unterschätzt. Er wird schließlich von seiner Gemahlin geköpft. Saki bekämpft nun aufopferungsvoll mit Hilfe des eintreffenden Akira die Zombieschönheit. Es gelingt den beiden Überlebenden Kyōkos Körper zu zerteilen und sie nach weiteren Kampfhandlungen endgültig zu besiegen. Anschließend wird der Selbstzerstörungsmechanismus aktiviert, die Forschungsstation wird zerstört. Am Ende des Films reisen die beiden gemeinsam mit der Beute und Sakis Traumauto in eine ungewisse Zukunft. Währenddessen plant das Militär im Geheimen die Wiederaufnahme des Tests, während auf dem zerstörten Areal noch Lebenszeichen der Untoten vorhanden sind.